# Valea Popii (Mihăești), Argeș
Valea Popii este un sat în comuna Mihăești din județul Argeș, Muntenia, România.